# 이케마쓰 히데아키
이케마쓰 히데아키(일본어: 池松 秀明, 1986년 1월 10일 ~ )는 일본의 전 축구 선수이다.

## 구단 경력
과거 교토 퍼플 상가, 파지아노 오카야마에서 활동하였다.